# Okres Pszczyna
Okres Pszczyna (polsky Powiat pszczyński) je okres v polském Slezském vojvodství. Rozlohu má 471,12 km² a v roce 2023 zde žilo 110 843 obyvatel. Sídlem správy okresu je město Pszczyna.

## Gminy
Městsko-vesnická:
- Pszczyna

Vesnické:
- Goczałkowice-Zdrój
- Kobiór
- Miedźna
- Pawłowice
- Suszec

## Město
- Pszczyna

## Sousední okresy
| Růžice kompasu |                | Mikołów       | Bieruń-Lędziny | Růžice kompasu |
| Růžice kompasu |                | Sever         | Oświęcim       | Růžice kompasu |
| Růžice kompasu | Okres Pszczyna |               | Oświęcim       | Růžice kompasu |
| Růžice kompasu | Jih            |               | Oświęcim       | Růžice kompasu |
| Růžice kompasu | Těšín          | Bielsko-Biała |                | Růžice kompasu |